# Абубакиров, Ришат Фазлутдинович
Риша́т Фазлутди́нович Абубаки́ров (тат. Ришат Фазлетдин улы Әбүбакиров; 4 июля 1959, с. Новое Каширово, Альметьевский район Татарской АССР — 26 августа 2019, Альметьевск) — депутат Государственной Думы России VI созыва, избран в составе федерального списка кандидатов (Республика Татарстан) от партии «Единая Россия». Член комитета Государственной Думы по жилищной политике и жилищно-коммунальному хозяйству.
Почётный гражданин Альметьевского муниципального района Республики Татарстан (2011).

## Биография
Родился 4 июля 1959 года в селе Новое Каширово Альметьевского района Татарской АССР. В 1981 году окончил Казанский инженерно-строительный институт.
После окончания института работал мастером, а затем прорабом военной части 737113 (п. Тоцкое-2 Оренбургской области) (1981—1983).
В 1983—1984 годах стал инструктором Альметьевского горкома КПСС, а в 1984—1987 годах — первым секретарём Альметьевского горкома ВЛКСМ. В 1987—1988 годах возглавлял отдел комсомольских организаций Татарского обкома ВЛКСМ. В 1988—1990 годах возглавил организационный отдел Альметьевского горкома КПСС.
С 1990 года стал работать помощником генерального директора в «Татнефть». С 1993 года возглавил отдел общественных связей
«Татнефти». С 1996 по январь 1999 года — руководитель аппарата руководителей АО «Татнефть». С января 1999 года — заместитель Генерального директора ОАО «Татнефть», курировал социальные и кадровые вопросы.
С июля 2001 года — глава администрации Альметьевского района и города Альметьевска. С июня 2002 года — член Совет директоров ОАО «Татнефть».
Был депутатом Альметьевского горсовета. В 2012 году избран депутатом Государственной Думы России VI созыва от партии «Единая Россия».
Имел 1-й разряд по борьбе самбо, владел английским языком.
Скончался на 61-м году жизни 26 августа 2019 года.

### Личная жизнь
Р. Ф. Абубакиров был женат. Жена — инженер-строитель, две дочери. Доход семьи за 2011 год по официальным данным составил более 26 млн рублей. Вместе с супругой Абубакиров владел шестью земельными участками общей площадью 6,9 тыс. квадратных метров, двумя жилыми домами, двумя квартирами, гаражом и легковым автомобилем.

## Учёные степени и звания
- Кандидат экономических наук (2003). Тема диссертации «Предпринимательская деятельность в трансформационной экономике (на примере малого и среднего бизнеса)»[3].
- Ранее имел степень доктора экономических наук (2009—2015). Тема диссертации «Институциональная среда социальной сферы современной экономики»[4].

Согласно анализу «Диссернет» докторская диссертация Абубакирова содержит масштабные недокументированные заимствования из нескольких кандидатских диссертаций, на данный момент лишен научной степени.
20 ноября 2015 года лишён докторской степени по решению ВАК.

## Публикации
- Абубакиров Р. Ф. Альметьевск — столица нефтяного края вчера, сегодня, завтра /Р. Ф. Абубакиров //Проблемы современной экономики. Евразийский международный научно-аналитический журнал. 2002. № 1. 0,3 п.л.
- Абубакиров Р. Ф. Актуальные проблемы социальной эволюции индустриального Альметьевска /Р. Ф. Абубакиров //Проблемы современной экономики. Евразийский международный научно-аналитический журнал. 2003. № 6. 0,45 п.л.
- Абубакиров Р. Ф. Сущность и особенности реализации инновационных отношений в социальной сфере современной экономики /Р. Ф. Абубакиров //Экономические науки. 2008. № 5. 0,54 п.л.
- Абубакиров Р. Ф. Особенности государственного регулирования инновационных отношений в социальной сфере современной российской экономики /Р. Ф. Абубакиров//Экономические науки. 2008. № 6. 0,55 п.л.
- Абубакиров Р. Ф. Сфера услуг современной российской экономики: состояние и перспективы развития /Р. Ф. Абубакиров //Экономические науки. 2008. № 7. 0,43 п.л.
- Абубакиров Р. Ф. К разработке концепции и программы долгосрочного социально-экономического развития России /Р. Ф. Абубакиров //Проблемы современной экономики. Евразийский международный научно-аналитический журнал. 2008. № 1. 0,55 п.л.
- Абубакиров Р. Ф. Развитие партнёрских отношений в социальной сфере российской экономики /Р. Ф. Абубакиров //Проблемы современной экономики. Евразийский международный научно-аналитический журнал. 2008.№ 2. 0,56 п.л.
- Абубакиров Р. Ф. Социализация факторов экономического роста в современной России /Р. Ф. Абубакиров //Сегодня и завтра российской экономики. Научно-аналитический сборник. 2008. № 15. 0,5 п.л.
- Абубакиров Р. Ф. Особенности конкурентной среды социальной сферы как фактор формирования бизнес-стратегии предприятия сферы услуг / Р. Ф. Абубакиров //Сегодня и завтра российской экономики. Научно-аналитический сборник. 2008. № 20. 0,5 п.л.
- Абубакиров Р. Ф. Этапы становления парадигмы управления предприятиями сферы услуг /Р. Ф. Абубакиров //Сегодня и завтра российской экономики. Научно-аналитический сборник. 2009. № 23. 0,5 п.л.
- Абубакиров Р. Ф. Институциональное регулирование инвестиционно-инновационных отношений в социальной сфере современной российской экономики: Монография. М.: Креативная экономика, 2008. 16,5 п.л.
- Абубакиров Р. Ф. Особенности функционирования малого предпринимательства в переходной экономике/Р. Ф. Абубакиров //В кн.: Социально-экономические и правовые проблемы транзитивной экономики. Материалы межвузовской научно-практической конференции. Казань: Унипресс, 2002. 0,25 п.л.
- Абубакиров Р. Ф. Малое предпринимательство в Российской Федерации: этапы становления и проблемы развития /Р. Ф. Абубакиров //Современные аспекты экономики. 2002. № 14 (27). 0,55 п.л.
- Абубакиров Р. Ф. Роль трансформации отношений собственности в становлении малого предпринимательства /Р. Ф. Абубакиров //В кн.: Социально-экономические и правовые проблемы транзитивной экономики. Материалы межвузовской научно-практической конференции. Казань: Унипресс, 2002. 0,25 п.л.
- Абубакиров Р. Ф. Социальные аспекты развития малого предпринимательства /Р. Ф. Абубакиров //Современные аспекты экономики. 2002. № 14 (27). 0,55 п.л.
- Абубакиров Р. Ф. Влияние трансформационных процессов на развитие предпринимательства /Р. Ф. Абубакиров // В кн.: Социально-экономические и правовые проблемы транзитивной экономики. Материалы межвузовской научно-практической конференции. Казань: Унипресс, 2003. 0,3 п.л.
- Абубакиров Р. Ф. Государственная поддержка малого предпринимательства (на примере отрасли нефтедобычи Республики Татарстан) /Р. Ф. Абубакиров //В кн.: Совершенствование преподавания в высшей школе: Материалы научно-методической конференции. Казань: Унипресс, 2003. 0,4 п.л.
- Абубакиров Р. Ф. Прогнозирование развития социальной сферы как фактор устойчивого роста российской экономики /Р. Ф. Абубакиров //В кн.: Макроэкономические проблемы современного общества (федеральный и региональный аспекты). Сборник статей VII Международной научно-практической конференции. Пенза: РИО ПГСХА, 2008. 0,35 п.л.
- Абубакиров Р. Ф. Роль государства в обеспечении устойчивого развития социальной сферы /Р. Ф. Абубакиров //В кн.: Макроэкономические проблемы современного общества (федеральный и региональный аспекты). Сборник статей VII Международной научно-практической конференции. Пенза: РИО ПГСХА, 2008. 0,4 п.л.
- Абубакиров Р. Ф. Формирование системы стратегического управления отраслями социальной сферы /Р. Ф. Абубакиров // В кн.: Проблемы социально-экономической устойчивости региона. Сборник материалов V Международной научно-практической конференции. Пенза: РИО ПГСХА, 2009. 0,4 п.л.
- Абубакиров Р. Ф. Малое и семейное предпринимательство как инструмент снятия социальной напряжённости /Р. Ф. Абубакиров //Теоретическая экономика. 2008. № 3. 0,6 п.л.
- Абубакиров Р. Ф. Формирование бизнес-стратегий организациями социальной сферы /Р. Ф. Абубакиров //Экономика и финансы. 2009. № 1 (154). 0,45 п.л.
- Абубакиров Р. Ф. Теоретико-методологические подходы к исследованию инновационных отношений в социальной сфере российской экономики /Р. Ф. Абубакиров //В кн.: Актуальные проблемы современной экономики. Материалы международной научно-практической конференции «VII Спиридоновские чтения». Казань: НПК «РОСТ», 2009. 0,45 п.л.
- Абубакиров Р. Ф. Проблемы перехода России от рентоориентированной модели роста к инновационной /Р. Ф. Абубакиров //В кн.: Актуальные проблемы современной экономики. Материалы международной научно-практической конференции «VII Спиридоновские чтения». Казань: НПК «РОСТ», 2009. 0,45 п.л.
- Абубакиров Р. Ф. Особенности инноваций в социальной сфере /Р. Ф. Абубакиров //В кн.: Актуальные проблемы современной экономики. Материалы международной научно-практической конференции «VII Спиридоновские чтения». Казань: НПК «РОСТ», 2009. 0,45 п.л.
- Абубакиров Р. Ф. Государственное регулирование социальной сферы как фактор её устойчивого развития /Р. Ф. Абубакиров // В кн.: Инновационные технологии как фактор обеспечения конкурентоспособности регионов. Материалы всероссийской научно-практической конференции. Чебоксары: Изд-во Чуваш.гос.университета, 2008. 0,4 п.л.
- Абубакиров Р. Ф. Формирование системы управления отраслями социальной сферы в регионе /Р. Ф. Абубакиров // В кн.: Инновационные технологии как фактор обеспечения конкурентоспособности регионов. Материалы всероссийской научно-практической конференции. Чебоксары: Изд-во Чуваш.гос.университета, 2008. 0,4 п.л.
- Абубакиров Р. Ф. Общественный сектор в современной экономической системе /Р. Ф. Абубакиров //В кн.: Научные труды факультета экономической теории и права КГТУ им. А. Н. Туполева. Вып. 11. Казань: НПО «РОСТ», 2008. 0,45 п.л.
- Абубакиров Р. Ф. Формы и методы государственного регулирования общественного сектора /Р. Ф. Абубакиров //В кн.: Научные труды факультета экономической теории и права КГТУ им. А. Н. Туполева. Вып. 11. Казань: НПО «РОСТ», 2008. 0,45 п.л.